# 小野一光
小野 一光（おの いっこう、1966年 - ）は、日本のルポルタージュ・ノンフィクション作家。
福岡県北九州市出身。西南学院高等学校卒業。白夜書房で編集に携わり、雑誌記者を経てフリーライターになる。2014年『家族喰い』で講談社ノンフィクション賞候補、2016年『殺人犯との対話』で大宅壮一ノンフィクション賞候補。

## 著書
- 『完全犯罪捜査マニュアル』太田出版 1995
- 『東京二重生活 風俗嬢の「昼の顔」と「夜の顔」』集英社 1999 ／『セックス・ワーカー 女たちの「東京二重生活」』講談社文庫 2001
- 『アフガン危機一発!! 空爆をくぐりぬけた男の命がけ戦場レポート』21世紀BOX 2001
- 『彼女が服を脱ぐ相手』講談社文庫　2008
- 『風俗ライター、戦場へ行く』講談社文庫 2010
- 『灼熱のイラク戦場日記』講談社文庫 2012
- 『家族喰い 尼崎連続変死事件の真相』太田出版 2013／『新版 家族喰い 尼崎連続変死事件の真相』文春文庫 2017
- 『殺人犯との対話』文藝春秋 2015 ／『連続殺人犯』文春文庫 2019
- 『震災風俗嬢』太田出版 2016
- 『全告白 後妻業の女』小学館 2018
- 『人殺しの論理 凶悪殺人犯へのインタビュー』幻冬舎 2018
- 『冷酷 座間9人殺人事件』幻冬舎 2021